# Dominick Puni
Dominick Puni (St. Charles, 24 febbraio 2000) è un giocatore di football americano statunitense che milita nel ruolo di guardia per i San Francisco 49ers della National Football League (NFL).

## Carriera universitaria
Puni giocò nel college football alla University of Central Missouri dal 2018 al 2021. Nel 2020 la stagione fu cancellata a causa della pandemia di COVID-19 e nel 2021 disputò una sola partita a causa di un infortunio. Nel 2022 si trasferì all’Università del Kansas. In due anni con i Jayhawks disputò tutte le 24 partite come titolare. Nel 2023 fu inserito nella formazione ideale della Big 12 Conference dopo di che optò per non scendere in campo nel Guaranteed Rate Bowl 2023 per prepararsi per il draft.

## Carriera professionistica

### San Francisco 49ers
Puni fu scelto nel corso del terzo giro (86º assoluto) del Draft NFL 2024 dai San Francisco 49ers. Debuttò come professionista partendo come titolare nel Monday Night Football del primo turno vinto contro i New York Jets. La sua prima stagione si chiuse disputando tutte le 17 partite come titolare, venendo inserito nella formazione ideale dei rookie dalla Pro Football Writers of America.

## Palmarès
- PFWA All-Rookie Team - 2024